# ARD

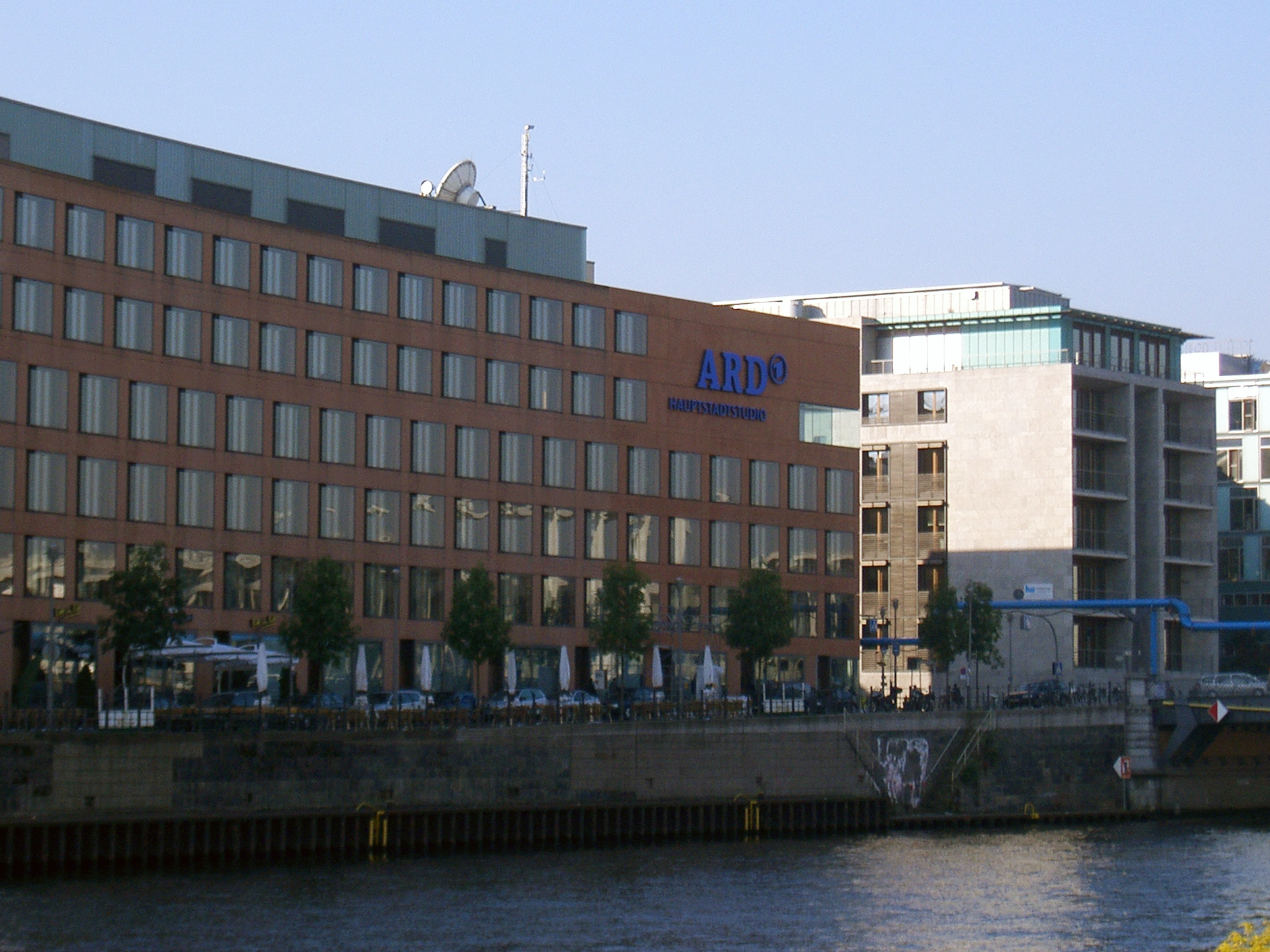
Budynek ARD w Berlinie

ARD (Arbeitsgemeinschaft der öffentlich-rechtlichen Rundfunkanstalten der Bundesrepublik Deutschland, z niem. Wspólnota Pracy Radiofonii Publicznych RFN) – jeden z największych publicznych nadawców radiowo-telewizyjnych w Europie, powołany do życia 5 sierpnia 1950 w Niemczech Zachodnich. Od strony formalnej stanowi związek działających w Niemczech publicznych nadawców regionalnych.
ARD od 1963 r. nadaje program pierwszy telewizji niemieckiej. Pokrewną stacją na początku istnienia było ARD 2 (późniejsza ZDF). ARD dysponuje budżetem w wysokości prawie 7 miliardów euro, zatrudnia ponad 22 tysięcy pracowników i jest największą publiczną siecią nadawczą na świecie.

## Członkowie
Członkami ARD jest dziesięciu niemieckich nadawców publicznych: dziewięciu regionalnych i jeden wyspecjalizowany w programie dla zagranicy (patrz lista poniżej). Oprócz wspólnego tworzenia kanałów ogólnoniemieckich, tematycznych i międzynarodowych (patrz następny paragraf), wymieniają się także materiałami ze swoich regionów i wspólnie utrzymują największą spośród mediów z kontynentalnej Europy sieć korespondentów zagranicznych.
Członkowie ARD:
- WDR (Nadrenia Północna-Westfalia)
- BR (Bawaria)
- RBB (Berlin i Brandenburgia)
- SWR (Nadrenia-Palatynat i Badenia-Wirtembergia)
- MDR (Turyngia, Saksonia i Saksonia-Anhalt)
- NDR (Dolna Saksonia, Hamburg, Meklemburgia-Pomorze Przednie i Szlezwik-Holsztyn)
- HR (Hesja)
- SR (Saara)
- RB (Brema)
- Deutsche Welle (nadawca dla zagranicy)

## Kanały telewizyjne
Oprócz wspierania produkcji kanałów regionalnych, ARD produkuje także cztery ogólnoniemieckie kanały telewizyjne nadające cyfrowo: Das Erste, będący pierwszym kanałem niemieckiej telewizji publicznej (dawniej nadawał również analogową drogą naziemną, obecnie nadaje analogowo tylko drogą kablową), i trzy przeznaczone wyłącznie do dystrybucji cyfrowej (pakiet ARD Digital, w którego skład wchodzą One, tagesschau24 i ARD-alpha).
Wspólnie z drugim ogólnoniemieckim nadawcą publicznym, ZDF, ARD produkuje także kanały tematyczne Kika i Phoenix. Bierze także udział w tworzeniu kanałów międzynarodowych: arte (niemiecko-francuski) i 3sat (niemiecko-austriacko-szwajcarski).